# Chế bản phẩm học sinh - sinh viên

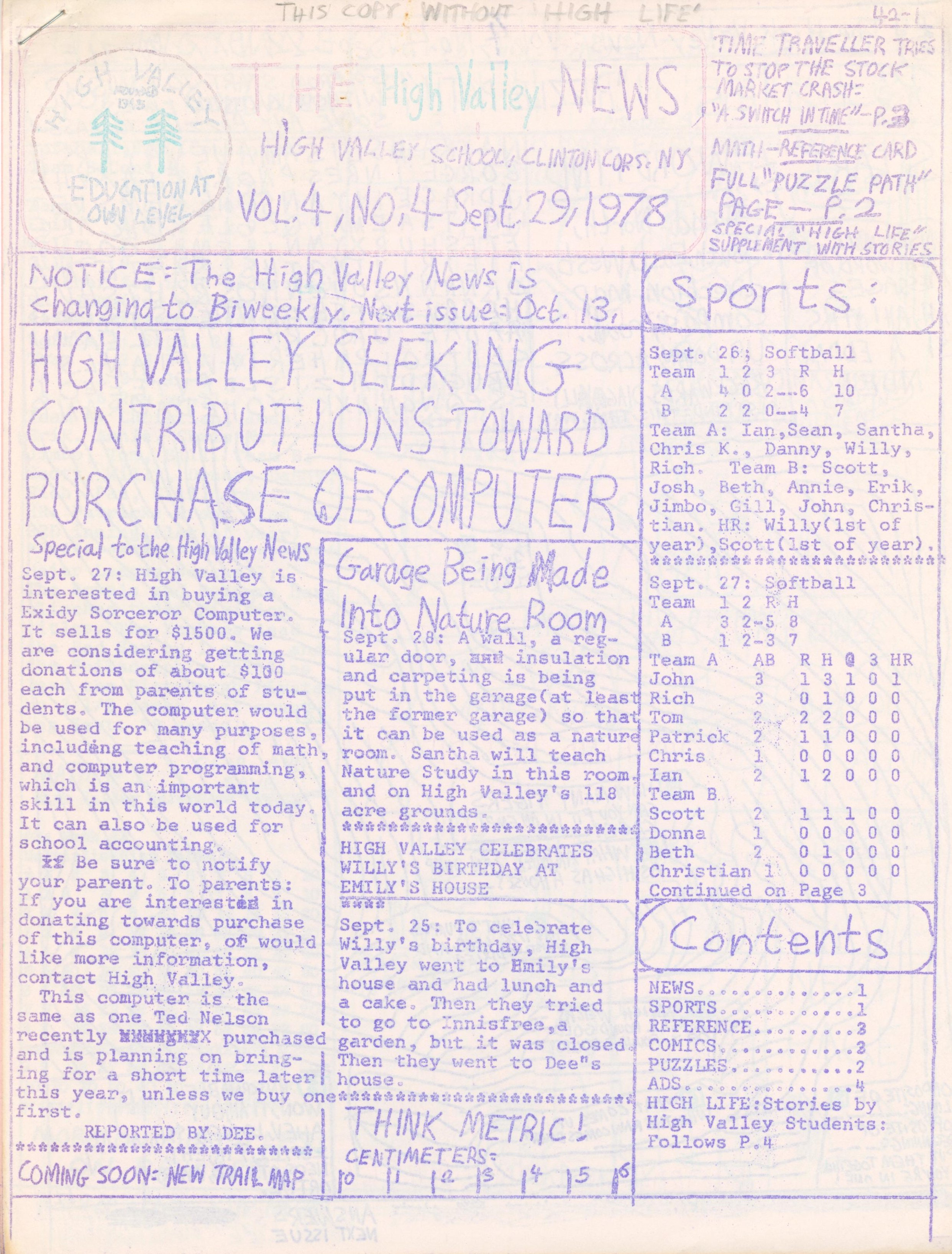
Một tờ báo học trò có từ năm 1978, chế bản tại Mỹ sử dụng đến spirit duplicator.

Chế bản phẩm học sinh - sinh viên hoặc xuất bản phẩm học sinh - sinh viên là một cổng truyền thông ví dụ như báo giấy, tạp chí, chương trình truyền hình hoặc đài phát thanh do chính học sinh - sinh viên tự sản xuất tại cơ sở giáo dục của mình. Những chế bản phẩm này thường bao trùm các tin tức liên quan đến nhà trường và tình hình địa phương, nhưng cũng có thể báo cáo tin tức trên toàn quốc hoặc quốc tế. Hầu hết các chế bản phẩm học sinh - sinh viên nếu không là một phần của lớp giảng dạy thì cũng được tiến hành như một hoạt động ngoại khóa.